# Tito Rosina
Tito Rosina (1899 – 1958) è stato un critico letterario italiano, esponente di una agiata famiglia della borghesia commerciante genovese formatosi e cresciuto a Genova.

## Biografia
Nei suoi studi di critica letteraria, Rosina dedicò molti approfondimenti a Gabriele D’Annunzio. I suoi studi dannunziani, affini ai lavori coevi di Mario Praz, restano a tutt’oggi un capitolo importante e imprescindibile di critica di e su D’Annunzio, il suo mondo e i rapporti tra il poeta e i maggiori intellettuali italiani a lui contemporanei. 
Si occupò anche di autori contemporanei come Federigo Tozzi e Ceccardo Roccatagliata Ceccardi, dedicando loro due monografie.
Importanti e saldi i suoi rapporti con la Biblioteca Universitaria di Genova, da lui assiduamente frequentata per preparare e documentare i suoi lavori, tanto che la direzione del tempo gli concesse sia un ufficio riservato sia la possibilità di ricevere, direttamente in Biblioteca, la corrispondenza a lui indirizzata.
La Biblioteca Universitaria di Genova, nel 2012, acquisì il ricco epistolario Rosina (che va dagli Anni Trenta del '900 fino al 1958) comprendente oltre un migliaio di lettere autografe inedite e 400 copie di lettere del critico. Il fondo testimonia i ricchi ed intensi legami che Rosina intratteneva con esponenti della letteratura e della cultura italiana e ligure. Tra i molti corrispondenti basti ricordare Riccardo Bacchelli, Carlo Bo, Angelo Barile, Aldo Capasso, Carlo Emilio Gadda, Giovanni Monleone, Eugenio Montale, Mario Praz, Paolo e Luisa Rodocanachi, Camillo Sbarbaro, Angelo Sodini.
L'Archivio è costituito inoltre da un' “Appendice” contenente materiale documentario di diversa tipologia, relativo all'attività letteraria e ai suoi rapporti con editori e traduttori.

## Opere

### Monografie
- Attraverso le città del silenzio di Gabriele D'Annunzio: fonti e interpretazioni, Messina: Principato, (pref. 1931)
- D'Annunzio e la poesia di Garibaldi, Genova: Emiliano degli Orfini, 1934
- Federigo Tozzi: saggio critico, Genova: Emiliano Degli Orfini, stampa 1935 (seconda edizione con prefazione di Orio Vergani, l'aggiunta di una nota e di un ritratto - Genova: E. Degli Orfini, 1937)
- Antologia ceccardiana, Genova: Degli Orfini, 1937
- Ceccardo Roccatagliata Ceccardi, Genova: E. degli Orfini, 1937
- Genova e Gabriele D'Annunzio, Genova: Degli Orfini, ©1938
- Saggi dannunziani: Carducci e D'Annunzio, Pascoli e D'Annunzio, Genova: Edmondo Del Mastro, 1952
- Celebrazioni dannunziane: i cinquant'anni de La figlia di Iorio, Genova: Siletto, 1955
- I cinquant'anni de La figlia di Iorio: celebrazioni dannunziane, Genova: Siletto, 1955
- Mezzo secolo de "La figlia di Iorio", Milano: G. Principato, stampa 1955
- Elemento dell'elenco puntato Noterelle dannunziane: appunti e spunti di erudizione dannunziana, Genova: Sigla Effe, 1958 (stampa 1957)
- La congiura del Catilina genovese, Liguria ispiratrice, Ceccardo Roccatagliata Ceccardi, Roma: Canesi, 1962

### Spogli
- Inediti di Ceccardo (Contiene: La voce de le cose morte; Notte di giugno; Madrigale barbaro; Ottobre l'incendiario), in Meridiano di Roma: l'Italia letteraria, artistica, scientifica, Ann 11, n 31(1 ago.1937), p.7
- La madonna nella vecchia Genova, Genova: Pagano, [1953?] (Estratto da Genova, n. 3 Marzo 1953).